# Jean-Christophe Paré
Jean-Christophe Paré est un danseur et pédagogue français né à Saint-Quentin le 19 décembre 1957.
À 18 ans il intègre le Conservatoire national supérieur de musique et de danse de Paris et suit parallèlement les cours de Serge Golovine et Raymond Franchetti. Il entre au Ballet de l'Opéra national de Paris en 1976 où il est nommé premier danseur en 1984.
Membre du GRCOP de 1981 à 1988, sous la direction de Jacques Garnier, il danse des œuvres de Dominique Bagouet, Carolyn Carlson, Lucinda Childs, Merce Cunningham ou Régine Chopinot, et commence à s'intéresser à la danse baroque, notamment auprès de Francine Lancelot. Son interprétation est particulièrement remarquée dans le rôle du Sommeil d’Atys (William Christie, Jean-Marie Villégier et Francine Lancelot, théâtre national de l'Opéra-Comique, 1987).
En 1991, il démissionne de l'Opéra de Paris et rejoint des compagnies de danse contemporaine dirigées par Jean Guizerix et Wilfride Piollet, Daniel Larrieu, François Raffinot, François Verret ou Andy Degroat.
Prix d'interprétation au Concours de Bagnolet 1978, il devient inspecteur de la danse au ministère de la Culture en 2000, puis prend la direction de l'école supérieure de danse de Marseille en 2007. 
En mars 2014, il est nommé à la direction des études chorégraphiques du Conservatoire national supérieur de musique et de danse de Paris.